# Carl Rössler

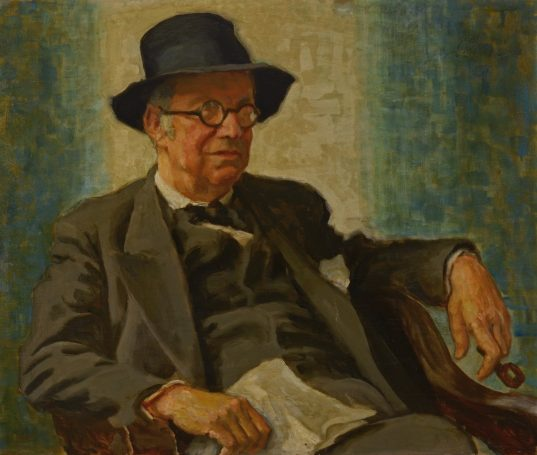
Armin Horovitz, Porträt Carl Rössler, 1937

Carl Rössler (d. i. Carl Reßner; weitere Pseudonyme: Karl Rößler, Franz Reßner) (* 25. Mai 1864 in Wien, Kaisertum Österreich; † 13. Februar 1948 in London) war ein österreichischer Schauspieler, Schriftsteller, Dramatiker und Librettist. Er verkörperte zeitlebens den Typ des Bohemiens. Zahlreiche Anekdoten über „Väterchen Rössler“ finden sich im Werk seines Freundes Alexander Roda Roda.

## Leben und Wirken
Nach dem Abitur in Wien absolvierte er zunächst eine kaufmännische Ausbildung, die er jedoch bald zugunsten des Theaters aufgab. Ab 1887 arbeitete Rössler unter Pseudonym zunächst als Schauspieler und Regisseur an Provinzbühnen der k.u.k. Monarchie sowie in der Schweiz und in Deutschland. 1900 spielte er für die „German Dramatic Society“ in London, danach war er als Oberregisseur am ersten literarischen Kabarett Deutschlands, Ernst von Wolzogens „Buntes Theater (Überbrettl)“ in Berlin tätig. 1902 bis 1905 trat er an Theatern in Deutschland sowie auf Tournée in den USA auf.
Ab 1906 war er freier Schriftsteller. Sein erstes Drama Der reiche Jüngling (1905) wurde in Deutschland kühl aufgenommen; eine stark veränderte Fassung Great Possessions (1906) wurde in England ein großer Erfolg.
Auf Anraten des Verlegers Samuel Fischer wandte er sich der Komödie zu.
In „Das Lebensfest“ (1906) persiflierte er die Maler-Bohème der Künstlerkolonie Dachau, in „Stilleben“ und „Hinterm Zaun“ (1908) setzte er sich mit dem Milieu der Provinzbühnen auseinander. Zusammen mit Alexander Roda Roda nahm er in „Der Feldherrnhügel“ (1909) das Militär auf die Schippe. Für beide Autoren bedeutete der Erfolg dieses Stückes den Durchbruch. In dem Rothschild-Stück Die fünf Frankfurter (1911) setzte er sich mit der Problematik der jüdischen Assimilation auseinander. Es war eines der meistgespielten Stücke in Deutschland vor dem Ersten Weltkrieg.
Neben mehreren Romanen verfasste Rössler zahlreiche Libretti für Kabaretts und Revuen, die Operette „Die tanzende Stadt“ und überarbeitete das Textbuch für Johann Strauss „Die Fledermaus“.
Nach der Machtübernahme durch die Nationalsozialisten im Januar 1933 durften Rösslers Stücke in Deutschland nicht mehr aufgeführt werden. Er emigrierte 1933 zunächst nach Wien, 1939 nach Großbritannien (Oxford, Cambridge, London). Dort hatte er Kontakt zu anderen Emigranten, die sich im „Bavarian Circle“ eine Heimat gegeben hatten.
Im Exil hat er nichts mehr veröffentlicht, sondern sich nur noch mit der Vorbereitung einer Filmfassung von „Die tanzende Stadt“ befasst. Wieweit dieses Projekt gediehen ist, konnte noch nicht ermittelt werden.
Carl Rössler war in erster Ehe mit Madeleine Meffert (1868–1900) verheiratet; das gemeinsame Kind Hermann (1895–1976) war auch unter dem Pseudonym Remus Fighter bekannt. Die zweite Ehe mit Marie (Mary) Emilie Hermes (1876–1944) wurde geschieden, die gemeinsamen Kinder waren Lotte (1902–?) und Gwendolina (1908–?). Ab 1935 war Henriette von Cleve (1895–1947) die Lebensgefährtin von Rössler.

## Werke
- Der reiche Jüngling, 1905 online – Internet Archive
- Das Lebensfest, 1906
- Stilleben, 1908
- Hinterm Zaun, 1908
- Wolkenkratzer, 1908
- Der Feldherrnhügel, 1909, mit Alexander Roda Roda (Kommentierte Neuauflage im Verlag edition:nihil.interit, Wien 2019, ISBN 1-6710-3051-6).
- Im Klubsessel, 1909, mit Ludwig Heller
- Die fünf Frankfurter, 1911 online – Internet Archive
- Rösselsprung, 1914
- Der Jüngling mit den Ellenbogen, 1916, mit Ludwig Heller; Musik von Ernst Steffan
- Eselei, 1919
- Der pathetische Hut, 1920
- Der heilige Crispin, 1924
- Die drei Niemandskinder, 1926, Roman
- Wellen des Eros, 1928, Roman
- Das blaue Hemd von Ithaka, 1930, mit Lion Feuchtwanger, Musik von Jacques Offenbach, bearbeitet von Ernst Römer
- Das verfl… Geld, 1931
- Die tanzende Stadt, 1935, mit A. Rebner, Musik von Hans May

## Verfilmungen
- Der Feldherrnhügel, 1926 bei filmportal.de
- Der Feldherrnhügel, 1931/1932 bei filmportal.de
- Der Feldherrnhügel, 1953, Regie: Ernst Marischka
- Der Feldherrnhügel, 1970, Regie: Georg Wildhagen
- Die beiden Seehunde, Regie: Max Neufeld
- Die beiden Seehunde. Seine Hoheit der Dienstmann bei filmportal.de
- Die tanzende Stadt (mglw. nur beabsichtigt; Einzelheiten noch nicht ermittelt)

## Hörspielbearbeitungen (Auswahl)
- 1926: Die fünf Frankfurter – Regie: Walther Ottendorf (Sendespiel – Ostmarken Rundfunk AG)[4]
- 1927: Die fünf Frankfurter – Regie: Hans Nerking (Sendespiel – Südwestdeutscher Rundfunkdienst AG)[5]
- 1928: Die fünf Frankfurter – Regie: Viktor Heinz Fuchs (Sendespiel – Schlesische Funkstunde)[6]
- 1928: Die fünf Frankfurter – Regie: Alfred Braun (Sendespiel – Funk-Stunde Berlin)[7]
- 1928: Die fünf Frankfurter – Regie: Karl Pündter (Sendespiel – Nordische Rundfunk AG)[8]

Sendeart: Livesendungen ohne Aufzeichnung